# Campeonato Mundial de Curling Femenino de 2023
El XLV Campeonato Mundial de Curling Femenino se celebró en Sandviken (Suecia) entre el 18 y el 26 de marzo de 2023 bajo la organización de la Federación Mundial de Curling (WCF) y la Federación Sueca de Curling.
Las competiciones se realizaron en la Göransson Arena de la ciudad sueca.
Las jugadoras de Rusia fueron excluidas de este campeonato debido a la invasión rusa de Ucrania.

## Tabla de posiciones
| Pos | Equipo         | G  | P  | G–P |
| --- | -------------- | -- | -- | --- |
| 1   | Suiza          | 12 | 0  | –   |
| 2   | Noruega        | 8  | 4  | –   |
| 3   | Canadá         | 7  | 5  | 2–1 |
| 4   | Italia         | 7  | 5  | 2–0 |
| 5   | Suecia         | 7  | 5  | 1–1 |
| 6   | Japón          | 7  | 5  | 0–1 |
| 7   | Estados Unidos | 6  | 6  | 1–0 |
| 8   | Turquía        | 6  | 6  | 0–1 |
| 9   | Corea del Sur  | 5  | 7  | 2–0 |
| 10  | Alemania       | 5  | 7  | 1–1 |
| 11  | Dinamarca      | 5  | 7  | 0–2 |
| 12  | Escocia        | 3  | 9  | –   |
| 13  | Nueva Zelanda  | 0  | 12 | –   |

## Cuadro final
|  | Clasif. a semifinales | Clasif. a semifinales |         |   | Semifinales | Semifinales  |              |       | Final  | Final |  |
|  |                       |                       |         |   |             |              |              |       |        |       |  |
|  |                       |                       |         |   |             |              |              |       |        |       |  |
|  |                       |                       |         |   |             |              |              |       |        |       |  |
|  |                       |                       |         |   |             |              |              |       |        |       |  |
|  |                       |                       |         |   |             |              |              |       |        |       |  |
|  |                       | Suiza                 | 8       |   |             |              |              |       |        |       |  |
|  |                       |                       | 8       |   |             |              |              |       |        |       |  |
|  |                       |                       | Suecia  | 4 |             |              |              |       |        |       |  |
|  | Italia                | 3                     | Suecia  | 4 |             |              |              |       |        |       |  |
|  | Italia                | 3                     |         |   |             |              |              |       |        |       |  |
|  | Suecia                | 4                     |         |   |             |              |              |       |        |       |  |
|  | Suecia                | 4                     |         |   |             |              |              | Suiza | 6      |       |  |
|  |                       |                       |         |   |             |              |              | Suiza | 6      |       |  |
|  |                       |                       | Noruega | 3 |             |              |              |       |        |       |  |
|  |                       |                       | Noruega | 3 |             |              |              |       |        |       |  |
|  |                       |                       |         |   |             |              |              |       |        |       |  |
|  |                       |                       |         |   |             |              |              |       |        |       |  |
|  |                       | Noruega               | 8       |   |             | Tercer lugar | Tercer lugar |       |        |       |  |
|  |                       |                       | 8       |   |             | Tercer lugar | Tercer lugar |       |        |       |  |
|  |                       |                       | Canadá  | 5 |             |              |              |       |        |       |  |
|  | Canadá                | 6                     | Canadá  | 5 |             |              | Suecia       | 5     |        |       |  |
|  | Canadá                | 6                     |         |   |             |              | Suecia       | 5     |        |       |  |
|  | Japón                 | 4                     |         |   |             |              |              |       | Canadá | 8     |  |
|  | Japón                 | 4                     |         |   |             |              |              |       | Canadá | 8     |  |
|  |                       |                       |         |   |             |              |              |       |        |       |  |

## Medallistas
| Evento | Oro                                                                                | Plata                                                                                                  | Bronce                                                                                           |
| ------ | ---------------------------------------------------------------------------------- | --- | ------------------------------------------------------------------------------------------------ |
| Equipo | Suiza · Alina Pätz · Silvana Tirinzoni · Carole Howald · Briar Schwaller-Hürlimann | Noruega · Kristin Skaslien · Marianne Rørvik · Mille Haslev Nordbye · Martine Rønning · Maia Ramsfjell | Canadá · Kerri Einarson · Valerie Sweeting · Shannon Birchard · Briane Harris · Krysten Karwacki |